# Zach Yuen
Zach Yuen, född 3 mars 1993 i Vancouver, Manitoba, är en kinesisk-kanadensisk professionell ishockeyspelare (back).